# 拜住 (伊儿汗国)
拜住（?—?），出身蒙古帝国的别速惕氏，第二任波斯镇戍军统帅。
拜住以千戶职从绰儿马罕西征攻灭札兰丁，并留镇西方波斯。1242年，綽兒馬罕死后，他继任统领镇戍军。並於1243年的克塞山戰役大败罗姆苏丹国，使之降服。罗马教皇曾遣使者至其营帐。贵由大汗继位后，于1247年派野里知吉带统兵西征穆斯林，取代其统帅地位。蒙哥大汗即位后，杀野里知吉带，遣旭烈兀出镇波斯，领其军，任拜住为万户。1258年，奉命会攻报达（今伊拉克巴格达）。次年，率右翼军从旭烈兀攻叙利亚。后被旭烈兀处死。

## 延伸阅读
[在维基数据编辑]
 《新元史/卷150》，出自柯劭忞《新元史》